# I liga polska w koszykówce mężczyzn (1983/1984)
Polska Liga Koszykówki 1983/1984 – 50. edycja najwyższej klasy rozgrywkowej w męskiej koszykówce w Polsce. Obrońcą tytułu mistrza Polski był Lech Poznań, który zwyciężył w rozgrywkach Polskiej Ligi Koszykówki w sezonie 1982/1983. W rozgrywkach wystąpiło w sumie 10 zespołów.

## Runda zasadnicza
awans do Grupy Silniejszej
     awans do Grupy Słabszej
| Lp. | Drużyna            | M  | Mecze | Mecze | Punkty | Punkty | Punkty | Punkty   | Pkt |
| Lp. | Drużyna            | M  | W     | P     | +      | -      | +/-    | Stosunek | Pkt |
| --- | ------------------ | -- | ----- | ----- | ------ | ------ | ------ | -------- | --- |
| 1.  | Lech Poznań        | 22 | 16    | 2     | 1764   | 1460   | +304   | 1,2082   | 34  |
| 2.  | Wisła Kraków       | 22 | 13    | 5     | 1707   | 1517   | +190   | 1,1252   | 31  |
| 3.  | Zagłębie Sosnowiec | 18 | 13    | 5     | 1469   | 1377   | +92    | 1,0668   | 31  |
| 4.  | Górnik Wałbrzych   | 18 | 11    | 7     | 1577   | 1413   | +164   | 1,1161   | 29  |
| 5.  | Śląsk Wrocław      | 18 | 9     | 9     | 1508   | 1533   | -25    | 0,9837   | 27  |
| 6.  | Gwardia Wrocław    | 18 | 9     | 9     | 1489   | 1540   | -51    | 0,9669   | 27  |
| 7.  | Wybrzeże Gdańsk    | 18 | 7     | 11    | 1519   | 1559   | -40    | 0,9743   | 25  |
| 8.  | Resovia Rzeszów    | 18 | 6     | 12    | 1399   | 1591   | -192   | 0,8793   | 24  |
| 9.  | Stal Bobrek Bytom  | 18 | 5     | 13    | 1422   | 1674   | -252   | 0,8495   | 23  |
| 10. | Legia Warszawa     | 18 | 3     | 15    | 1525   | 1568   | -43    | 0,9726   | 21  |

### Grupa silniejsza
| Lp. | Drużyna            | M  | Mecze | Mecze | Punkty | Punkty | Punkty | Punkty   | Pkt |
| Lp. | Drużyna            | M  | W     | P     | +      | -      | +/-    | Stosunek | Pkt |
| --- | ------------------ | -- | ----- | ----- | ------ | ------ | ------ | -------- | --- |
| 1.  | Lech Poznań        | 28 | 22    | 6     | 2648   | 275    | +373   | 1,1640   | 50  |
| 2.  | Wisła Kraków       | 28 | 19    | 9     | 2654   | 2375   | +279   | 1,1175   | 47  |
| 3.  | Zagłębie Sosnowiec | 28 | 19    | 9     | 2296   | 2158   | +138   | 1,0639   | 47  |
| 4.  | Górnik Wałbrzych   | 28 | 19    | 9     | 2453   | 2281   | +172   | 1,0754   | 47  |
| 5.  | Gwardia Wrocław    | 28 | 12    | 16    | 2325   | 2249   | +76    | 1,0338   | 40  |
| 6.  | Śląsk Wrocław      | 28 | 10    | 18    | 2353   | 2414   | -61    | 0,9747   | 38  |

### Grupa słabsza
spadek do I ligi
| Lp. | Drużyna           | M  | Mecze | Mecze | Punkty | Punkty | Punkty | Punkty   | Pkt |
| Lp. | Drużyna           | M  | W     | P     | +      | -      | +/-    | Stosunek | Pkt |
| --- | ----------------- | -- | ----- | ----- | ------ | ------ | ------ | -------- | --- |
| 7.  | Legia Warszawa    | 30 | 14    | 16    | 2585   | 2457   | +128   | 1,0521   | 44  |
| 8.  | Stal Bobrek Bytom | 30 | 12    | 18    | 2211   | 2397   | -186   | 0,9224   | 42  |
| 9.  | Wybrzeże Gdańsk   | 30 | 10    | 20    | 2422   | 2559   | -137   | 0,9465   | 40  |
| 10. | Resovia Rzeszów   | 30 | 7     | 23    | 2317   | 2694   | -377   | 0,8601   | 37  |

Do ligi awansowały: Resovia Rzeszów i Unia Tarnów.

## Czołówka strzelców
1. Mieczysław Młynarski (Górnik Wałbrzych) - 762
2. Krzysztof Fikiel (Wisła Kraków) - 719
3. Jerzy Binkowski (Gwardia Wrocław) - 700
4. Eugeniusz Kijewski (Lech Poznań) - 662
5. Jarosław Jechorek (Lech Poznań) - 620
6. Justyn Węglorz (Zagłębie Sosnowiec) - 559
7. Dariusz Zelig (Śląsk Wrocław) - 551
8. Jan Kwasiborski (Legia Warszawa) - 541
9. Wojciech Rosiński (Wybrzeże Gdańsk) - 536
10. Jerzy Podgórski (Legia Warszawa) - 512